# Riccardo Selvatico
Riccardo Selvatico (1849-1901), est un dramaturge et poète et homme politique italien, qui fut également le maire de Venise de 1890 à 1895.
Père du peintre Lino Selvatico.
Il est inhumé au cimetière San Michele de Venise.